# Юичи Сугита
Юичи Сугита (на японски 杉田 祐一 Sugita Yūichi) е професионален тенисист от Япония.

## Биография
Юичи Сугита е роден на 18 септември 1988 г. в Сендай, Япония.

## Кариера
Юичи Сугита печели една титла на сингъл от ATP и достига най-високо в кариерата си класиране на сингъл до номер 36 в света, на 9 октомври 2017 г.

## Кариерна статистика

### ATP финали (1 титли; 1 финала)
|        | П–З | Година | Турнир        | Клас      | Настилка | Опонент         | Резултат      |
| ------ | --- | ------ | ------------- | --------- | -------- | --------------- | ------------- |
| Победа | 1–0 | 2017   | Анталия Оупън | 250 серии | Трева    | Адриан Манарино | 6–1, 7–6(7–4) |